# Oberpullendorfer Becken
Koordinaten: 47° 31′ 55″ N, 16° 29′ 32″ O

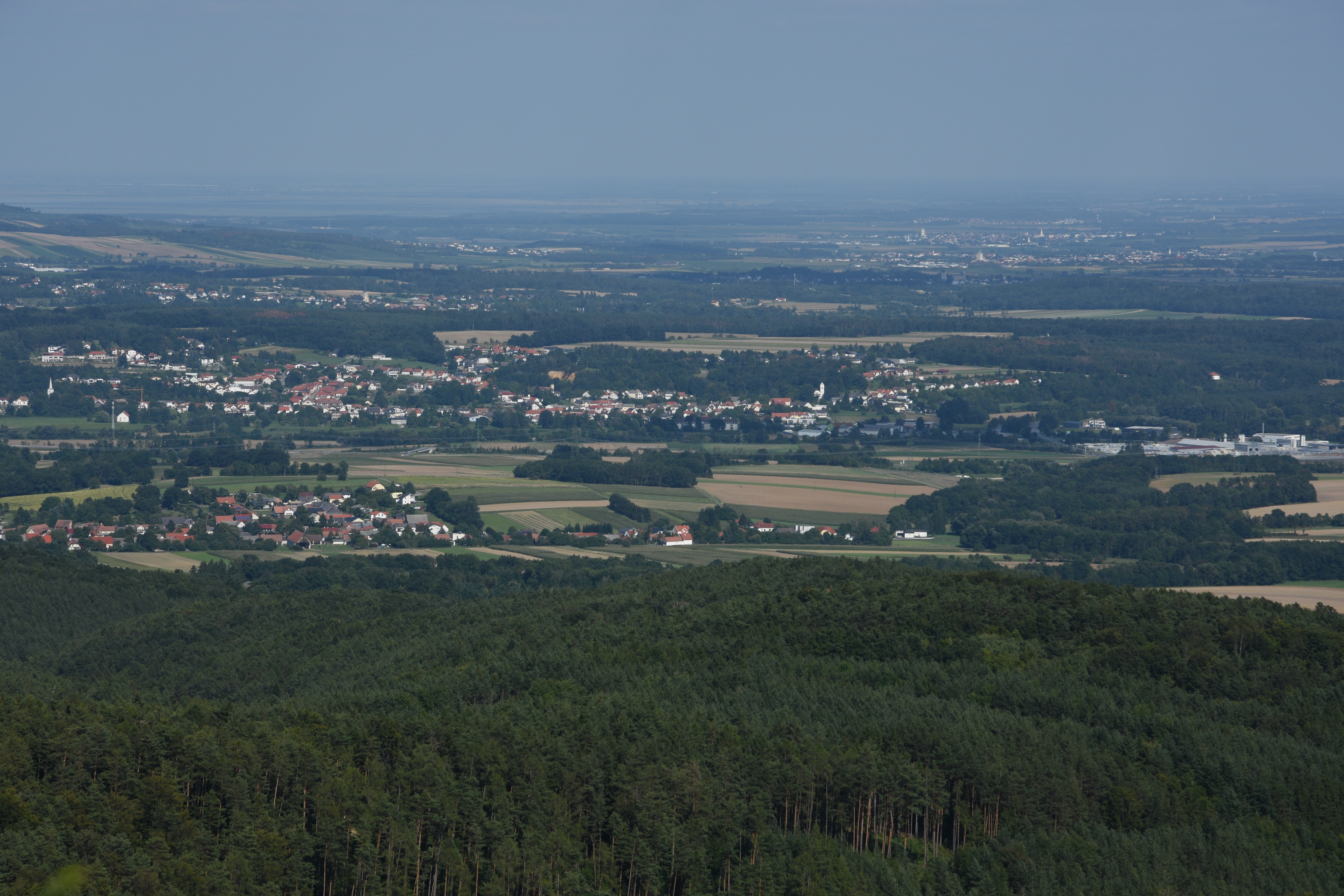
Blick von der Ruine Landsee über das nördliche Oberpullendorfer Becken (Weppersdorf, Horitschon, Deutschkreutz)

Als Oberpullendorfer Becken, auch Mittelburgenländische Bucht genannt, wird eine Beckenlandschaft und Weinbau-Lage bezeichnet. Die im mittleren Burgenland gelegene Region bildet den Großteil der Fläche des politischen Bezirks Oberpullendorf im mittleren Burgenland. Die Bezirkshauptstadt war auch Namensgeberin.
In früheren Publikationen wird die Region auch als Landseer Bucht bezeichnet – nach der Ortschaft im Nordwesten des Beckens.

## Lage
Nach Osten öffnet es sich zur Kleinen ungarischen Tiefebene als Teil der Pannonischen Tiefebene, im Norden wird es durch das Ödenburger Gebirge und das Rosaliengebirge, im Westen durch die Bucklige Welt, im Süden durch Bernsteiner- und Günser Gebirge begrenzt.
Die begrenzenden Bergzüge werden zum ostalpinen Komplex Randgebirge östlich der Mur gerechnet. Am östlichen Rande der Alpen finden sich kleine Becken, die durch Gebirgszüge getrennt werden und nach und nach in die pannonische Tiefebene übergehen. Nördlich des Oberpullendorfer Beckens finden sich das Eisenstädter- und das Wulkabecken, südwestlich öffnet sich das oststeirische Becken.
Trotz der Bezeichnung „Becken“ zeichnet sich die Region durch zahlreiche Hügel und Täler aus. In letzteren fließen in der Regel auch Bäche und Flüsse. Die Hügel bleiben unter 400 m ü. A., Siedlungen in den Tälern liegen um die 250 m ü. A. – von Westen um die 300 m ü. A. (siehe Weppersdorf) in den Osten Richtung 200 m ü. A. (siehe Stoob, Oberpullendorf, Lutzmannsburg).

## Geographie
Das Oberpullendorfer Becken wird grob in zwei Bereiche geteilt, die sich im Erscheinungsbild, aber auch klimatisch unterscheiden. Als ungefähre Grenzlinie wird der Stooberbach angegeben.
Das westliche Becken ist gezeichnet vom Übergang aus den alpinen Randgebirgen und vor allem der Buckligen Welt und wird dem alpinen Klimakreis zugerechnet. Das östliche Becken wendet sich dem pannonischen Klimakreis zu, und auch in der Vegetation lassen sich entlang dieser Grenze Unterschiede feststellen.
Auch in der Nutzung durch den Menschen wirkt sich dieser Unterschied aus: durch das pannonische Klima und die Nähe zum Neusiedlersee ist die östliche Region dem Weinbau zugewandt, wie die Kulturregion Blaufränkischland belegt.
Der Westen ist stärker durch Forst- und Ackerwirtschaft geprägt sowie durch Obstkulturen und Streuobstwiesen.

## Geologie
Geologisch zählt das Becken zum Molassebecken im Osten.
Es herrschen Schotter und Löss, entlang der Störungen auch Tonstein, an den Rändern Gneis und Schiefer vor. Das Becken besteht zu einem Großteil aus geologisch jüngeren sedimentären Ablagerungen als Reste eines Meeres und wird westlich vom Semmeringfenster und südlich vom Rechnitzer Fenster eingerahmt. Es handelt sich um ein tertiär gefülltes Schotterbecken (Sarmatium, Pannonium, Pontium).
Im Gebiet finden sich zwei erloschene Vulkane (Pauliberg am Rand, Fenyős erdő zentral am Schnittpunkt von westlichem und östlichem Becken, Alter etwa 11–12 Millionen Jahre, siehe Transdanubische Vulkanregion).

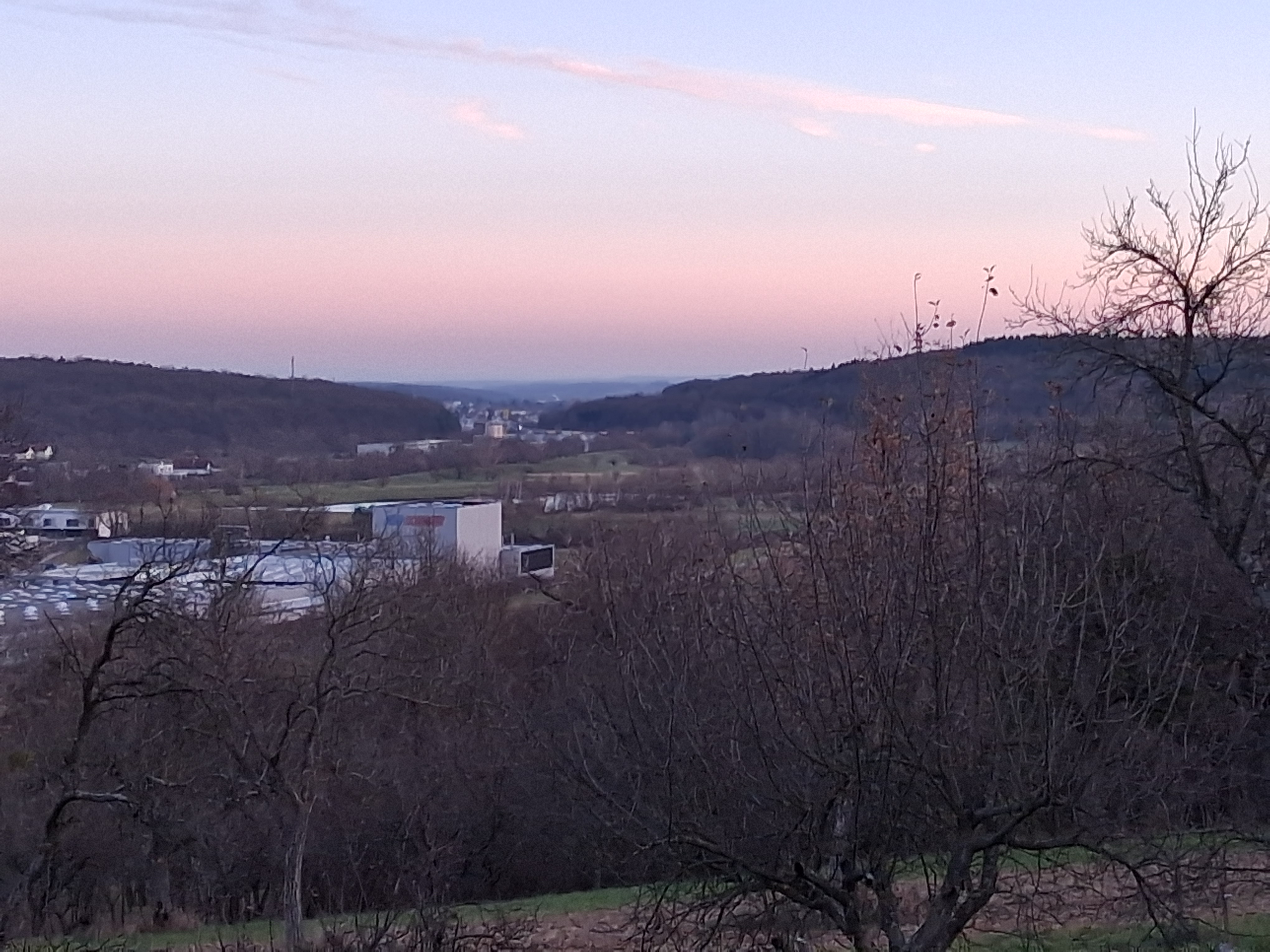
Blick vom Stoober Biri auf die Talverengung durch den Fenyös. Blick Richtung Oberpullendorf

## Umrahmende Fenster im Osten
Neben dem Rechnitzer Fenster, welches geologisch dem Tauernfenster gleicht, finden sich vor allem am Westrand einige weitere, kleinere Fenster, die einer Linie von Süd nach Nord bis zum Wr. Neustädter Fenster ziehen; etwas weiter im Westen liegt das Wechselfenster.
Zwischen Wechsel und Wiener Neustadt liegen östlich versetzt weitere, kleinere Fenster, die Relikte einer früheren Gebirgsbildungsphase darstellen und dort nicht von späteren Schotterüberlagerungen bedeckt sind.
Zwischen der Ortschaft Bernstein und Kirchschlag findet sich das Bernsteiner Fenster sowie das um einiges kleinere Mölterner Fenster, ab Landsee nordwärts das Wiesmather Fenster und jenseits des Ödenburger Gebirges das Forchtenauer Fenster.
Das Alter dieser Fenstergesteine wird auf das Pannon datiert und steht im Zusammenhang mit der Verlandung der Paratethys und der damit verbundenen Entstehung des Pannon-Sees.
Während der Westen vor dem Semmeringfenster feingliedrig und kleinteilig gestaltet ist, ist im Südosten nur das Rechnitzer Fenster belegt.
Eine Sonderstellung nimmt das zwischen dem Rechnitzer Fenster und der Rabnitz gelegene Lutschburger Weingebirge (auch Lutzmannsburger Plateau), in dem neben dem Rabnitztal noch einmal Anstiege bis an die 300 m ü. A. beobachtet werden, während die Rabnitz selbst auf etwa 200 m ü. A. das österreichische Staatsgebiet verlässt.

## Stoober Verwurf und Draßmarkter Becken
Das Becken weist eine auch geologisch nachvollziehbare Zweiteilung auf. Der Stoober Verwurf teilt den Ostteil als leicht hügeliges vom westlichen Becken, das sich als höher gelegen und gebirgiger darstellt (auch als Draßmarkter Becken bezeichnet). Dieses Relikt tektonischer Bewegungen führt etwa von Kobersdorf über das Stooberbachtal bis nach Klostermarienberg und ließ den östlichen Teil weiter absinken und abflachen.

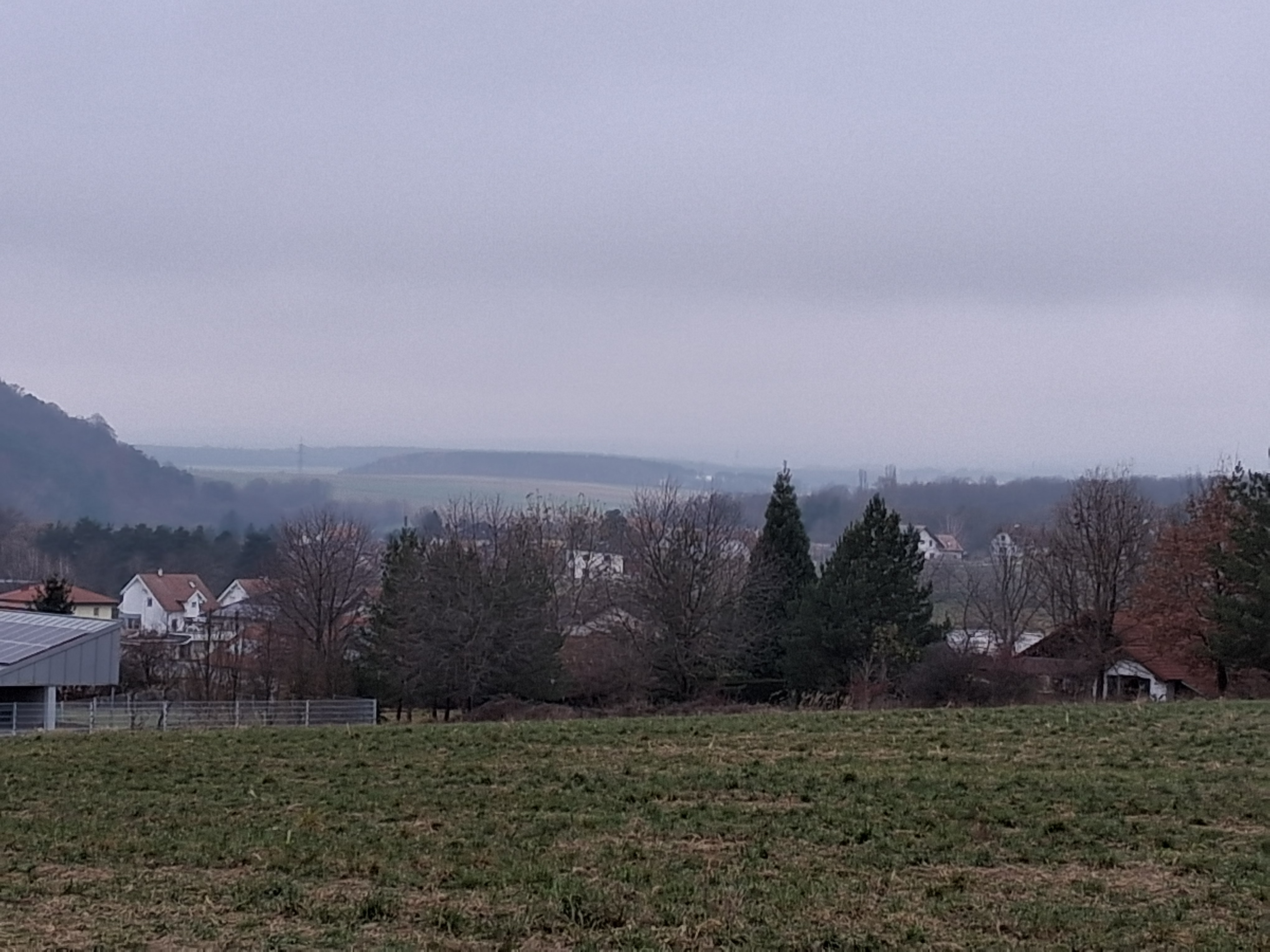
Blick auf das Draßmarkter Becken von Stoob aus gesehen. Blickrichtung Südosten

Die Störung dürfte zeitlich in Zusammenhang mit den Vulkanentstehungen stehen, aber bis ins Quartär aktiv geblieben sein, und besonders in späterer Zeit sollen auch zusätzliche Störungen im Becken gewirkt haben, die diese Höhendiskrepanz durch Schotterverschiebungen förderten.

## Geschichte der Besiedelung

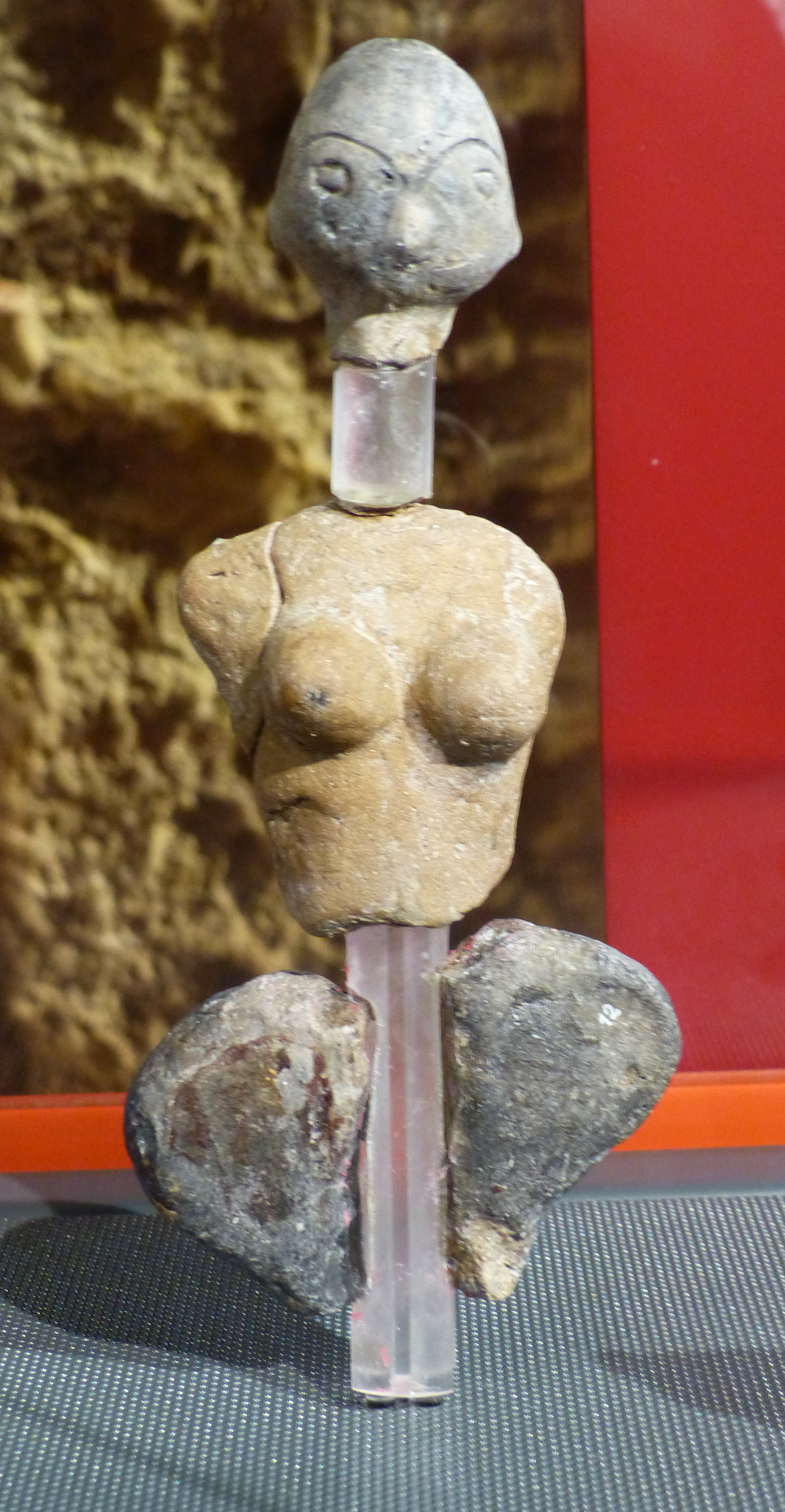
Venus von Unterpullendorf

Erste Nachweise zur Besiedelung stammen aus der Jungsteinzeit und werden der Lengyel-Kultur zugeordnet (Venus von Unterpullendorf).
In römischer Zeit werden Belege der Bernsteinstraße sowie Eisenabbau bereits seit der Keltenzeit und für römische Verhüttungstätigkeiten nachgewiesen.
Für das Mittelalter werden zahlreiche Siedlungswellen festgehalten, unter anderem von Awaren, Ungarn, deutschen Siedlern und Kroaten – im Bezirk gibt es bis heute eine Minderheit von Burgenlandkroaten und Burgenlandungarn.